# Rosenthal, Hessen
Rosenthal är en stad i Landkreis Waldeck-Frankenberg i Regierungsbezirk Kassel i förbundslandet Hessen i Tyskland.
De tidigare kommunerna Roda och Willershausen uppgick i Rosenthal, Hessen 1 april 1972.